# 成岡翔
成岡 翔（なるおか しょう、1984年5月31日 - ）は、静岡県島田市出身の元サッカー選手。ポジションはミッドフィールダー。

## 来歴
静岡県の強豪、藤枝東高校で中心選手として活躍。高校在学中から各年代の日本代表に選出された。藤枝東高の同期には磐田時代のチームメイトであった大井健太郎、岡田隆（岡田とはアビスパ福岡、大井とはアルビレックス新潟でもチームメイトとなる）、1学年先輩には長谷部誠、岡田佑樹、2年後輩に赤星貴文がいる。
ワールドユースに出場したユース代表でも中心選手として活躍し将来を嘱望されていたが、高校時代の目立ったタイトルはないため「無冠の帝王」と呼ばれていた。高校卒業時、Jリーグの各クラブが獲得に名乗りを上げたが、最終的に当時Jリーグ二強を誇った鹿島アントラーズと強化指定選手に登録されていたジュビロ磐田に進路を絞る。
2003年に磐田へ入団。1年目からリーグ戦に出場し、プレースタイルを模索しつつも着実に経験を積んでいった。アテネ五輪を目指すU-22代表にも選出されるが控えがほとんどで出番は限られていた。アジア最終予選のUAEラウンドでは出番はなかったものの控え選手として帯同し、UAEラウンド最終戦で左サイドの森崎浩司が累積警告を受けると、次戦である日本ラウンドでは出番が回ってくるかと思われた。しかしUAE遠征で発生した集団食中毒からの回復が遅れ招集メンバーから外れる。チームは本大会出場を決めるがその後招集されることはなく、本大会メンバーからも選外となった。その後代表には縁がない。
2006年には、名古屋に移籍した藤田俊哉が長年つけていた背番号10を与えられた。黄金期を支えた選手の移籍が相次ぐ中、2007年は課題といわれた試合中の接触プレー等による負傷離脱も克服し、中心選手の1人として活躍するなど「ずっとライバルだと思っている」（前田遼一と行ったトークライブでの成岡自身の発言）高校時代の先輩でプロの実績では先行している長谷部誠の後を追っている。
2007年11月20日、幼なじみの女性と入籍。
2010年オフに磐田からの契約延長オファーを断り、アビスパ福岡へ移籍。
2013年、磐田時代にも指導を受けた柳下正明が指揮を執るアルビレックス新潟へ完全移籍。新潟では磐田の同期入団である大井・菊地直哉と再びチームメイトとなった。2017年6月17日、第15節の大宮アルディージャ戦で、史上94人目となるJ1リーグ通算300試合出場を達成した。2017年シーズン終了後に新潟を契約満了により退団。
2018年よりJ3・SC相模原へ加入した。
2019年からJ3・藤枝MYFCへ完全移籍。同年11月5日に現役引退することを発表した。2020年2月24日、藤枝MYFCのアンバサダーに就任した
現在はサッカースクールSKYのコーチも務め、子供たちの指導にあたる。

## エピソード
元来人見知りらしく、大井健太郎は高校時代は話しにくいオーラがあったと話している。
しかし二度の移籍を経て「大人になった」らしく、新潟では早く打ち解けている（成岡曰く「新潟は上も下も話しかけてくれるから」）。
磐田時代、同期入団の大井健太郎、菊地直哉と共に3人の頭文字を取った「おお・きく・なる」といわれていた。
その後菊地がシエナ、大井が湘南、成岡が福岡に移籍するが、その後新潟に三人が所属する事になり「おおきくなる」が再び再結成される事になる。
しかし本人達は直接言われた事がないらしく、成岡は新潟に来てから初めてその事実を知った（菊地と大井は知っていた）。
クレバーであるが、真面目、謙虚すぎると評されている。

## 所属クラブ
- 六合SSS[1] (島田市立六合小学校)[15]
- EWS FC ジュニアユース[1] (島田市立六合中学校)[15]
- 2000年 - 2002年 静岡県立藤枝東高等学校
  - 2000年 - 2002年  ジュビロ磐田 (強化指定選手)
- 2003年 - 2010年  ジュビロ磐田
- 2011年 - 2012年  アビスパ福岡
- 2013年 - 2017年  アルビレックス新潟
- 2018年  SC相模原
- 2019年 -  藤枝MYFC

## 個人成績
| 国内大会個人成績 | 国内大会個人成績 | 国内大会個人成績 | 国内大会個人成績 | 国内大会個人成績 | 国内大会個人成績 | 国内大会個人成績 | 国内大会個人成績 | 国内大会個人成績 | 国内大会個人成績 | 国内大会個人成績 | 国内大会個人成績 |
| 年度             | クラブ           | 背番号           | リーグ           | リーグ戦         | リーグ戦         | リーグ杯         | リーグ杯         | オープン杯       | オープン杯       | 期間通算         | 期間通算         |
| 年度             | クラブ           | 背番号           | リーグ           | 出場             | 得点             | 出場             | 得点             | 出場             | 得点             | 出場             | 得点             |
| 日本             | 日本             | 日本             | 日本             | リーグ戦         | リーグ戦         | リーグ杯         | リーグ杯         | 天皇杯           | 天皇杯           | 期間通算         | 期間通算         |
| ---------------- | ---------------- | ---------------- | ---------------- | ---------------- | ---------------- | ---------------- | ---------------- | ---------------- | ---------------- | ---------------- | ---------------- |
| 2003             | 磐田             | 19               | J1               | 12               | 0                | 5                | 1                | 4                | 2                | 21               | 3                |
| 2004             | 磐田             | 19               | J1               | 20               | 1                | 6                | 1                | 1                | 0                | 27               | 2                |
| 2005             | 磐田             | 19               | J1               | 18               | 2                | 1                | 0                | 3                | 1                | 22               | 3                |
| 2006             | 磐田             | 10               | J1               | 16               | 3                | 8                | 1                | 0                | 0                | 24               | 4                |
| 2007             | 磐田             | 10               | J1               | 30               | 8                | 4                | 0                | 2                | 1                | 36               | 9                |
| 2008             | 磐田             | 10               | J1               | 15               | 2                | 6                | 0                | 2                | 0                | 23               | 2                |
| 2009             | 磐田             | 10               | J1               | 19               | 3                | 4                | 0                | 3                | 0                | 26               | 3                |
| 2010             | 磐田             | 10               | J1               | 33               | 3                | 9                | 2                | 2                | 0                | 44               | 5                |
| 2011             | 福岡             | 19               | J1               | 27               | 3                | 1                | 0                | 2                | 0                | 30               | 3                |
| 2012             | 福岡             | 19               | J2               | 37               | 6                | -                | -                | 1                | 0                | 38               | 6                |
| 2013             | 新潟             | 18               | J1               | 34               | 4                | 4                | 0                | 0                | 0                | 38               | 4                |
| 2014             | 新潟             | 18               | J1               | 23               | 3                | 3                | 0                | 2                | 1                | 28               | 4                |
| 2015             | 新潟             | 18               | J1               | 26               | 1                | 6                | 0                | 1                | 0                | 33               | 1                |
| 2016             | 新潟             | 18               | J1               | 18               | 2                | 4                | 0                | 2                | 1                | 24               | 3                |
| 2017             | 新潟             | 18               | J1               | 12               | 0                | 3                | 0                | 1                | 0                | 16               | 0                |
| 2018             | 相模原           | 18               | J3               | 11               | 0                | -                | -                | -                | -                | 11               | 0                |
| 2019             | 藤枝             | 19               | J3               | 1                | 0                | -                | -                | -                | -                | 1                | 0                |
| 通算             | 日本             | 日本             | J1               | 303              | 35               | 64               | 5                | 25               | 6                | 392              | 46               |
| 通算             | 日本             | 日本             | J2               | 37               | 6                | -                | -                | 1                | 0                | 38               | 6                |
| 通算             | 日本             | 日本             | J3               | 12               | 0                | -                | -                | 0                | 0                | 12               | 0                |
| 総通算           | 総通算           | 総通算           | 総通算           | 352              | 41               | 64               | 5                | 26               | 6                | 442              | 52               |

| 国際大会個人成績 | 国際大会個人成績 | 国際大会個人成績 | 国際大会個人成績 | 国際大会個人成績 |
| 年度             | クラブ           | 背番号           | 出場             | 得点             |
| AFC              | AFC              | AFC              | ACL              | ACL              |
| ---------------- | ---------------- | ---------------- | ---------------- | ---------------- |
| 2004             | 磐田             | 19               | 5                | 2                |
| 2005             | 磐田             | 19               | 3                | 0                |
| 通算             | AFC              | AFC              | 8                | 2                |

- 強化指定選手としての公式戦出場はなし
- 2003年4月9日 - 公式戦初出場(ナビスコカップ) - 東京ヴェルディ1969戦 (ヤマハスタジアム)
- 2003年5月11日 - リーグ戦初出場 - 京都パープルサンガ戦 (ヤマハスタジアム)
- 2003年7月7日 - 公式戦初ゴール(ナビスコカップ) - ヴィッセル神戸戦 (ヤマハスタジアム)
- 2004年11月20日 - リーグ戦初ゴール - サンフレッチェ広島戦 (広島ビッグアーチ)

## 代表歴
- AFC U-17選手権2000
- 2001 FIFA U-17世界選手権
- AFCユース選手権2002
- 2003 FIFAワールドユース選手権
- 2004年アテネオリンピックのサッカー競技・アジア予選